# Aleksandr Bespàlov
Aleksandr Guennàdievitx Bespàlov (en rus Александр Геннадьевич Беспалов) (Nàberejnie Txelní, Tatarstan, 10 de maig de 1981) va ser un ciclista rus, professional del 2004 al 2007.

## Palmarès
- 2002
  - 1r a la Copa de la Pau
- 2004
  - Campió del món en contrarellotge militar
  -  Campió de Rússia en contrarellotge
- 2006
  -  Campió de Rússia en contrarellotge